# Battaglia di Voltri
La battaglia di Voltri fu uno scontro avvenuto nel contesto della campagna d'Italia, durante la guerra della prima coalizione, tra le forze francesi del generale Cervoni e le forze austriache del generale Bealieu, il 10 aprile 1796. Lo scontro si concluse con una vittoria austriaca.

## Contesto storico
Dopo lo scoppio della guerra della Prima coalizione, le forze francesi si impegnarono su tre fronti: quello spagnolo, quello tedesco e quello italiano. Quest'ultimo, dove operava l'Armata d'Italia, fu il più trascurato dei tre: malattie,diserzioni e carenza di scorte e rifornimenti erano piaghe che affliggevano da tempo l'armata. All'arrivo di Napoleone Bonaparte come nuovo comandante dell'armata, 63 000 uomini erano effettivamente presenti, dei quali solo 37 600 pronti all'azione.
Le forze francesi avevano occupato parte della Liguria, avendo riconquistato Savona nel 1795 e spingendosi ad est sino a Voltri, dove tenevano un battaglione per assicurarsi una linea di rifornimenti dalla neutrale repubblica di Genova.

## Antefatti
L'obiettivo del Direttorio per la campagna d'Italia era di trascinare fuori dalla guerra le armate piemontesi, possibilmente ottenendo un armistizio o una pace separata. Per fare questo, era necessario sconfiggere le forze combinate dell'esercito sabaudo del generale Colli-Marchini e quelle del generale austriaco Beaulieu. Nel complesso, circa 49 000 uomini.
I due eserciti, presi singolarmente, erano più piccoli di quello francese. Inoltre, Napoleone aveva una maggiore conoscenza del territorio rispetto alla sua controparte austriaca, avendo già servito per due anni come comandante d'artiglieria nell'armata d'Italia. In breve tempo, il generale corso aveva già ideato un piano per costringere i piemontesi alla resa.
Gli austriaci, credendo che l'offensiva francese fosse indirizzata alla conquista di Genova e del suo porto, preparano un'offensiva per bloccare il passaggio dei francesi. Sebbene Napoleone fosse già a conoscenza dei movimenti austriaci il 5 aprile, li ignorò.

## La battaglia

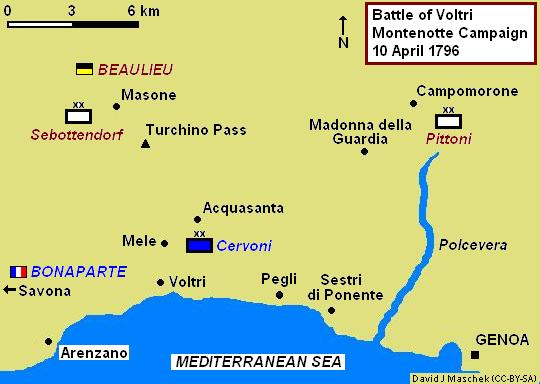
Schema della battaglia di Voltri

La mattina del 10 aprile, la colonna Sebottendorf, accompagnati da Beaulieu, attraversarono il passo del Turchino, diretta a Voltri. Pittoni e la sua colonna li avrebbero raggiunti in città, seguendo un altro percorso.
Il giorno precedente, i francesi del 75º reggimento di fanteria di linea erano stati coinvolti in numerose schermaglie. Le truppe erano disposte da Pegli a Bric Ghigermasso, un'altura che dominava la strada in uscita dal passo del Turchino. Gli avamposti francesi si estendevano sino alle montagne.
Pittoni distaccò 250 volontari per coprire il suo fianco sinistro facendoli passare attraverso il Santuario di Nostra Signora della Guardia. Mentre questo distaccamento si muoveva già dalle 8, il corpo principale della colonna di Pittoni rimase fermo a Campomorone sino alle 11. La colonna si mosse sino al mare, quindi attraversò il Polcevera ed entrò nel villaggio di Sestri di Polente. Sull'altro lato, le forze di Sebottendorf attaccarono con successo un avamposto francese a Masone verso le 14. L'avanguardia di Vukassovich attaccò Acquasanta: tre compagnie di Grenzer attaccarono il forte da sinistra mentre altre tre da destra. In quest'ultimo settore fu il comandante di brigata Jean Lannes a coordinare le difese, optando per un ritirata e subendo poche perdite durante i combattimenti.
Guidate dal genero di Beaulieu, gli austriaci conquistarono due colline a Pegli dopo un attacco alla baionetta verso le 15. Per evitare di essere isolati dal resto del battaglione, i francesi a Pegli si ritirarono verso le 18. Quattro compagnie vennero accerchiate, ma riuscirono ad evadere. Alle 19, la maggior parte del 75º reggimento di fanteria di linea riuscì ad eludere gli inseguitori austriaci e a proseguire lungo la costa. Nei pressi del Turchino, i francesi inizialmente ripiegarono nelle fortificazioni a Mele verso le 17, ma Cervoni le fece evacuare quando seppe che Vukassovich stava avanzando contro il suo fianco sinistro.

## Conseguenze
Pittoni occupò Voltri con tre battaglioni e la sua cavalleria quella stessa sera. Beaulieu li raggiunse verso mezzanotte. Tra il bottino di guerra degli austriaci figuravano due ufficiali francesi e 200 sacchi di farina.
Non conosciamo le perdite austriache, ma si suppone siano state piuttosto leggere, probabilmente attorno a 50 uomini, tra morti, feriti e catturati. I francesi invece riportarono 227 perdite, inclusi 2 dispersi.
Due giorni dopo la battaglia di Voltri, Napoleone iniziò la sua offensiva a Montenotte contro le truppe di Argenteau.